# Pavao Orozije
Pavao Orozije (Paulus Orosius, 375. –- iza 418.) bio je kršćanski teolog i povjesničar rodom iz Galicije u Hispaniji, poznat kao učenik sv. Augustina. Njegovo najpoznatije djelo je Historiarum Adversum Paganos Libri VII ("Sedam knjiga povijesti protiv pagana") u kojima je nastojao opovrgnuti tvrdnje pagana kako su nedaće u kojima se u njegovo doba našlo Rimsko Carstvo posljedica uvođenja kršćanstva kao službene religije; prema Oroziju su nedaće u kojima se čovječanstvo nalazilo prije kršćanstva bile daleko gore. Tu je djelo, između ostalih, kao jedan od svojih izvora koristio i Ibn Khaldoun.
Orozijeva djela bila su izvorom za poznato povjesničarsko djelo crkvenog naučitelja sv. Bede Časnog Historia ecclesiastica gentis Anglorum.

## Vanjske poveznice
- Orosius' Historiarum Adversum Paganos Libri VII at The Latin Library (latinski)
- Orosius' Historiae Adversum Paganos at Attalus (latinski)
- Orosius' History against the pagans  Arhivirana inačica izvorne stranice od 8. ožujka 2013. (Wayback Machine) (engleski)
- Orosius as a source for Ibn Khaldun
- A collection of links on Orosius
- Opera Omnia by Migne Patrologia Latina with Analytical Indexes